# خورخه وارگاس (بازیکن بسکتبال)
خورخه وارگاس (اسپانیایی: Jorge Vargas‎؛ زادهٔ ۴ ژوئیهٔ ۱۹۴۲) بازیکن بسکتبال اهل پرو بود. وی در بازی‌های المپیک تابستانی ۱۹۶۴ شرکت کرده‌است.